# Видиковац Врла рипа
Видиковац Врла рипа се налази на око 2,5km источно од центра Калуђерских бара, на макадамском путу ка Солотуши, на планини Тари, у оквиру НП Тара.
Врла рипа је издужена и уска стена на 955 м.н.в., без заштитне ограде и другог мобилијара. Спада у најпосећеније видиковце са којих се посматрају Јасиковице и остаци Солотника, средњовековне тврђаве из 15. века.